# Frühlingsvollmond
Der Frühlingsvollmond  (Kirchen-Lat.: Luna XIV paschalis) ist der für die Festsetzung des Osterdatums vorausberechnete (zyklisch genannte) erste Vollmond-Tag im Frühling. Vom astronomischen Vollmond-Tag kann er einen Tag abweichen. Als erster Tag im Frühling zählt auch nicht der astronomische Frühlingsbeginn, sondern regelmäßig in jedem Jahr der 21. März des  gregorianischen Kalenders.  Der astronomische Frühlingsanfang kann bis 3 Tage vor dem 21. März stattfinden. Ein zyklischer Vollmondtag in diesen Tagen bleibt unbeachtet. Benutzt wird der 30 Tage  spätere nächste zyklische Vollmondtag. 
Vor der mit der Kalenderreform einhergehenden Neuregelung der Osterrechnung gab es 19 Kalendertage (zwischen  21. März und 18. April im julianischen Kalender) für den Frühlingsvollmond. Nach der Neuregelung gibt es solche, sich nach Ablauf von 19 Jahren (Meton-Zyklus) wiederholende ganz bestimmte 19 Kalendertage meistens nur noch ein Jahrhundert lang. Nach Wegfall eines Schalttages beim Jahrhundert-Wechsel sind es 19 andere ganz bestimmte und sich nach je 19 Jahren wiederholende Kalendertage. Über längere Zeit führt das 19-Jahre-Schema dazu, dass  alle Tage einer auf 30 Tage aufgerundeten Mondperiode (Kalendertage zwischen 21. März und 19. April im gregorianischen Kalender) infrage kommen.
Der Frühlingsvollmond kann auf jeden Wochentag fallen. Ostern ist immer erst am darauf folgenden Sonntag.